# 영국 농구 리그
영국 농구 리그(British Basketball League, BBL)는 영국의 프로 농구 리그이다. 1987년 처음으로 시작되었으며, 경기는 12개의 팀으로 구성된다.

## 현재 팀
- 브리스톨 플라이어스
- 글래스고 록스
- 리즈 포스
- 레스터 라이더스
- 런던 라이언스
- 맨체스터 자이언츠
- 뉴캐슬 이글스
- 플리머스 레이더스
- 셰필드 샥스
- 서리 스코쳐스
- 워스터 울브스